# Liste des mémoriaux et cimetières militaires de Meurthe-et-Moselle
La liste des mémoriaux et cimetières militaires du département de Meurthe-et-Moselle répertorie les cimetières militaires, les mémoriaux ainsi que les stèles, plaques commémoratives et autres monuments qui honorent la mémoire des morts aux combats, des victimes de bombardements ou d’exactions de l'ennemi ainsi que celle de personnels de santé, de chefs militaires ou politiques pendant :
- la guerre d'indépendance des États-Unis ;
- la guerre franco-allemande de 1870 ;
- la Première Guerre mondiale ;
- la Seconde Guerre mondiale ;
- les guerres coloniales (guerre d'Indochine, guerre d'Algérie, combats du Maroc et de Tunisie).

Les lieux sont classés par conflit, par nationalité (pour la Première Guerre mondiale) et par commune.

## Guerre d'indépendance des États-Unis
| Commune | cimetières et monuments commémoratifs                                                                                                 | illustration |
| ------- | --- | ------------ |
| Nancy   | porte Désilles, plaque commémorative avec cette dédicace, « La ville de Nancy à ses enfants morts pour l'indépendance de l'Amérique » |              |

## Guerre de 1870-1871
| Commune              | cimetières et monuments commémoratifs                                                                                      | illustration |
| -------------------- | --- | ------------ |
| Baccarat             | Monument aux morts 1870-1871 (Monuments des vétérans)                                                                      |              |
| Bruville             | Cimetière militaire français (1870-1871)                                                                                   |              |
| Fontenoy-sur-Moselle | Monument aux morts de 1870 et des conflits ultérieurs, sculpteur Ernest Bussière.                                          |              |
| Jarny                | Ossuaire français et allemand (1870-1871)                                                                                  |              |
| Jouaville            | Ossuaire prussien (1870-1871)                                                                                              |              |
| Labry                | Cimetière français et allemand (1870-1871)                                                                                 |              |
| Longuyon             | Cimetière communal : ossuaire (1870-1871)                                                                                  |              |
| Longwy               | Cimetière communal de Longwy-Haut, tombe de 18 soldats français (1870-1871)                                                |              |
| Longwy               | Cimetière communal de Longwy-Haut, monument aux défenseurs de Longwy (1870)                                                |              |
| Longwy               | Cimetière communal de Longwy-Haut, monument aux défenseurs des trois sièges de Longwy (1792, 1815, 1870)                   |              |
| Lunéville            | Monument aux fusillés de la Guerre de 1870.                                                                                |              |
| Mars-la-Tour         | Monument national commémoratif de la guerre de 1870 (Monument national de Bogino)                                          |              |
| Nancy                | Cimetière de Préville : monument aux morts de 1870-1871.                                                                   |              |
| Nancy                | Cimetière de Préville : carré militaire allemand                                                                           |              |
| Nancy                | Monument aux forestiers morts pour la patrie, centre de Nancy d'AgroParisTech (14 rue Girardet) avec une plaque 1870-1871. |              |
| Onville              | Monument aux morts 1870-1871.                                                                                              |              |
| Pont-à-Mousson       | Cimetière militaire français (1870-1871)                                                                                   |              |
| Pont-à-Mousson       | Plaque mémorielle aux victimes du 12 août 1870                                                                             |              |
| Saint-Ail            | Cimetière d'Habonville : monument et tombes 1870-1871                                                                      |              |
| Toul                 | Monument érigé en 1875 et sculpture de Jules Adeline.                                                                      |              |
| Toul                 | Cimetière communal : ossuaire surmonté d'un monument à 31 soldats français morts en 1870-1871                              |              |
| Ville-sur-Yron       | Tombes de 41 Français et Allemands (1870-1871)                                                                             |              |

## Première Guerre mondiale

### Cimetières et monument allemands
| Commune                | cimetières et monuments commémoratifs                                                   | illustration |
| ---------------------- | --------------------------------------------------------------------------------------- | ------------ |
| Bouillonville          | Cimetière militaire allemand de Bouillonville                                           |              |
| Briey                  | Cimetière militaire allemand                                                            |              |
| Charency-Vezin         | Cimetière militaire allemand : 55 tombes de soldats allemands et de 14 soldats français |              |
| Gerbéviller            | Cimetière militaire allemand                                                            |              |
| Labry                  | Cimetière militaire allemand                                                            |              |
| Longuyon               | Cimetière militaire allemand et français                                                |              |
| Piennes                | Cimetière militaire allemand                                                            |              |
| Pierrepont             | Cimetière militaire allemand                                                            |              |
| Reillon                | Cimetière militaire allemand                                                            |              |
| Rembercourt-sur-Mad    | Cimetière militaire allemand                                                            |              |
| Thiaucourt-Regniéville | Cimetière militaire allemand de Thiaucourt                                              |              |
| Vilcey-sur-Trey        | Monument à la mémoire des soldats du 241e Infanterie Bataillon (monument du lion)       |              |

### Cimetière et monument américains
| Commune                | cimetières et monuments commémoratifs           | illustration |
| ---------------------- | ----------------------------------------------- | ------------ |
| Bathelémont            | Monument américain                              |              |
| Thiaucourt-Regniéville | Cimetière américain du Saillant de Saint-Mihiel |              |

### Cimetières miliaires et monuments français[3]
| Commune               | cimetières et monuments commémoratifs                                                                                         | illustration |
| --------------------- | --- | ------------ |
| Badonviller           | Nécropole nationale |              |
| Badonviller           | Monument au 358e régiment d'infanterie                                                                                        |              |
| Baslieux              | Monument ossuaire |              |
| Bayon                 | Nécropole nationale |              |
| Champenoux            | Nécropole nationale |              |
| Choloy-Ménillot       | Nécropole nationale |              |
| Courbesseaux          | Nécropole nationale |              |
| Dieulouard            | Nécropole nationale |              |
| Doncourt-lès-Longuyon | Nécroople nationale (ossuaire)                                                                                                |              |
| Fey-en-Haye           | Monument commémoratif du village détruit                                                                                      |              |
| Fillières             | Nécropole nationale |              |
| Flirey                | Nécropole nationale |              |
| Gerbéviller           | Nécropole nationale de Gerbéviller                                                                                            |              |
| Gerbéviller           | Nécropole nationale de La Presle                                                                                              |              |
| Gorcy                 | Nécropole nationale |              |
| Leintrey              | Monument des Entonnoirs |              |
| Lexy                  | Monument ossuaire |              |
| Lironville            | Nécropole nationale |              |
| Longuyon              | Monument ossuaire de Fossieux                                                                                                 |              |
| Longwy                | Monument « Aux Glorieux Défenseurs de la place de Longwy août 1914 »                                                          |              |
| Longwy                | cimetière communal de Longwy-Bas, carré militaire français et monument 1914-1918 aux déportés de la guerre France et Belgique |              |
| Montauville           | Nécropole nationale du Pétant                                                                                                 |              |
| Montauville           | Croix des Carmes |              |
| Montauville           | Monument commémoratif au 365e régiment d'infanterie                                                                           |              |
| Nancy                 | Nécropole nationale |              |
| Nomeny                | Monument « Aux habitants de Nomeny martyrs de la Grande Guerre » (La Pleureuse)                                               |              |
| Noviant-aux-Prés      | Nécropole nationale |              |
| Pierrepont            | Nécropole nationale |              |
| Reillon               | Nécropole nationale |              |
| Rozelieures           | Nécropole nationale |              |
| Rozelieures           | Monument et stèles de la Bataille de Rozelieures                                                                              |              |
| Villette              | Nécropole nationale |              |
| Ville-Houdlémont      | Nécropole nationale |              |
| Vitrimont             | Nécropole nationale de Friscati                                                                                               |              |
| Vitrimont             | Le Léomont : monument à la 11e division                                                                                       |              |

### Cimetière militaire italien
| Commune | cimetières et monuments commémoratifs | illustration |
| ------- | ------------------------------------- | ------------ |
| Longwy  | Cimetière militaire italien           |              |

## Seconde Guerre mondiale
| Commune        | cimetières et monuments commémoratifs | illustration |
| -------------- | --- | ------------ |
| Andilly        | Cimetière militaire allemand d'Andilly |              |
| Laxou          | plaque commémorative, « Aux soldats malgaches prisonniers et fusillés par les Allemands en 1940, au lieu-dit Quatre Vents - Association des Poilus d'Orient-TOE » |              |
| Pont-à-Mousson | Monument « Aux morts de la Résistance 1940-1944 » |              |
| Pont-à-Mousson | Monument aux passeurs 1940-1944 |              |
| Reillon        | Cimetière militaire allemand |              |

## Guerres coloniales

### Indochine
| Commune | cimetières et monuments commémoratifs | illustration |
| ------- | --- | ------------ |
| Nancy   | porte Désilles, plaque commémorative avec cette dédicace, « A la mémoire des militaires et des civils Morts pour la France en Indochine et en Corée 1940 - 1954 » |              |

### Afrique du Nord (Algérie-Tunisie-Maroc)
| Commune  | cimetières et monuments commémoratifs | illustration |
| -------- | --- | ------------ |
| Longuyon | Stèle commémorative de la fin de la Guerre d'Algérie |              |
| Nancy    | porte Désilles : - plaque commémorative avec cette dédicace, À la mémoire des militaires et des civils morts pour la France lors de la guerre d'Algérie et des combats de Tunisie et du Maroc 1952 - 1962. - Aux harkis, dans le cadre d’une journée d'hommage où « La République française témoigne sa reconnaissance envers les rapatriés anciens membres des formations supplétives et assimilés ou victimes de la captivité en Algérie pour les sacrifices qu'ils ont consentis. » |              |
| Nancy    | Monument départemental A.F.N. |              |